# Río Santa María (Canal Ancho)
El río Santa María es un curso natural de agua que fluye en la Región de Magallanes al sur de la ciudad de Porvenir y desemboca en la ribera sur del estrecho de Magallanes.

## Historia
Luis Risopatrón describe brevemente el río en su Diccionario Jeográfico de Chile de 1924:
Santa María (Rio) 53° 20'71° 00' Corre hacia el S E i se vácia en el canal Ancho, del estrecho de Magallanes, al N de la punta de aquel nombre; en su hoya se han encontrado indicios de petróleo. 1, xi, p. 261; i xxvi, carta 111; 61, CXLII, p. 176; i 156.

## Población, economía y ecología
Existe un proyecto de embalse y trasvase de aguas desde el río Santa María al río Porvenir.: 127 